# Antonio Romero Losada
Antonio Romero Losada (La Línea de la Concepción, 1963) és un militar espanyol, Teniente General de l'Exèrcit de Terra espanyol. Ostenta el càrrec de director del Centre d'Intel·ligència de les Forces Armades (CIFAS) des del 7 d'octubre de 2019.

## Trajectòria
Nascut l'any 1963 a la localitat andalusa de La Línea de la Concepción, l'any 1981 ingressà a l'Acadèmia General Militar de Saragossa i obtingué el grau de tinent l'any 1986. Les seves primeres tasques com a oficials, tant de tinent com de capità, entre 1986 i 1997, forent a Legió Espanyola, dins del Terç Joan d'Àustria, amb seu a la localitat andalusa de Viator. L'any 1993 realitzà la seva primera missió internacional formant part del contingent espanyol a Bòsnia i Hercegovina. Posteriorment també participà en missions a Kosovo i a Afganistan.
L'any 1988 fou ascendit a comandant i, després de realitzar el curs d'Estat Major, fou destinat al Quarter General de la Força de Maniobra i a la Caserna General de la Brigada Cuirassada XII. Després del seu ascens a tinent coronel manà sobre la VII Bandera de la Legió Espanyola i, posteriorment, fou destinat al gabinet del cap de l'Estat Major de l'Exèrcit. L'any 2013 fou ascendit a coronel i destinat com a cap del Terç Joan d'Àustria. Posteriorment, fou destinat al Ministeri de Defensa d'Espanya, a la Direcció General de Política de Defensa (DIGENPOL), com a cap de l'Àrea de l'OTAN fins al seu ascens a general el 2017.
Des d'abril de 2017 fou el cap de la Brigada Galícia VII (BRILAT). Com a general liderà el contingent espanyol d'uns 650 militars destinats al Líban, en l'operació de cascos blaus de la UNIFIL, encarregat del sector Est. Al maig de 2019 fou traslladat i ingressat a l'Hospital Central de la Defensa Gómez Ulla de Madrid després de patir uns dolors estomacals, mentre estava de servei al Líban. Poc després fou donat d'alta amb resultat satisfactori. El 21 d'octubre de 2019,
El 27 de setembre de 2019, el Consell de Ministres espanyol l'ascendí de general de brigada a general de divisió, i pocs dies després, el 7 d'octubre, a la base de Retamares, prengué possessió del càrrec de director del Centre d'Intel·ligència de les Forces Armades (CIFAS). El seu antecessor, el general de divisió Francisco Rosaleny Pardo de Santayana, passà a la reserva, una condició que no permet romandre en el càrrec. El 21 d'octubre de 2019, tres dies després dels grans aldarulls per les protestes contra la sentència del judici al procés independentista català, en el marc de la vaga general catalana, es reuní amb la ministra de Defensa espanyola, Margarita Robles, i la nova directora del Centre Nacional d'Intel·ligència (CNI), Paz Esteban, per abordar una resposta política i social a Catalunya.

## Condecoracions
- 7 Creus del Mèrit Militar, amb distintiu blanc[2]
- 1 Insígnia de la ciutat de La Línea de la Concepción[5]